# Dom pełen łotrów
Dom pełen łotrów (Rogues in the House) – opowiadanie Roberta E. Howarda z gatunku magii i miecza opublikowane w styczniu 1934 roku w czasopiśmie "Weird Tales". 
Jest siódmą częścią cyklu opowiadań fantasy tego autora, których bohaterem jest potężny wojownik ery hyboryjskiej - Conan z Cymerii. Treścią opowiadania jest rywalizacja między dwoma wpływowymi osobistościami, w którą wplątany zostaje Conan.

## Fabuła
Przebywający w więzieniu Conan otrzymuje propozycję zabicia kapłana Nabonidusa. Ofertę składa mu przeciwnik polityczny kapłana, arystokrata Murilo. Po licznych trudnościach obaj dostają się do siedziby kapłana, by odkryć, że ten został zdradzony przez swojego nieludzkiego sługę o imieniu Thak. W międzyczasie do siedziby Nabonidusa wkracza grupa lokalnych rewolucjonistów, także chcących śmierci kapłana. 
Rewolucjoniści zostają uśmierceni przez Thaka, którego z kolei pokonuje Conan. Murilo i Nabonidus mają czas, aby wyjaśnić swoje motywy i dochodzą ostatecznie do porozumienia. Ostatecznie jednak Nabonidus zdradza Conana i Murilo. Conan zabija go i wspólnie z Murilo opuszcza dom kapłana.

## Publikacje
Pierwszy raz Dom pełen łotrów opublikowany został drukiem w magazynie Weird Tales, w styczniu 1934. W wersji książkowej po raz pierwszy opowiadanie pojawiło się w zbiorku The Coming of Conan w 1953.

## Adaptacje
Komiksy na podstawie Domu pełnego łotrów:
- Conan the Barbarian #11 (Marvel Comics, 1971)[2]
- Conan zeszyty 41 - 44 (Dark Horse Comics, 2007)[3]. Autorem scenariusza był Timothy Truman, zaś rysunków Cary Nord i Tomas Giorello. Zawartość tych zeszytów znalazła się w antologii Conan: Rogues in the House and Other Stories wydanej przez tę samą firmę w 2008[4].